# Barranc de Sant Joan (Senterada)
El barranc de Sant Joan és un barranc afluent del Flamisell. Discorre pels termes de la Pobla de Segur i Senterada, al Pallars Jussà.
Es forma al nord-oest del Roc de Sant Aventí, a la Solana del Cabo, molt a prop de l'extrem septentrional del terme municipal de la Pobla de Segur.
Discorre sempre cap al sud-oest, de forma paral·lela pel nord al barranc dels Molinassos, i va a aiguavessar en el Flamisell al sud del Pont de Lluçà.
La seva vall separa les carenes on es troben els antics pobles de Lluçà, al nord, i Reguard, al sud.
La vall és travessada pel Pont del Canal, un aqüeducte pertanyent a la canalització que du aigua des de la Presa de Senterada fins a la cambra de càrrega ubicada a la carena de Vileres per a la central de Pobla de Segur, 